# Partit/Front Revolucionari d'Alliberament Popular
El Partit/Front Revolucionari d'Alliberament Popular (P/FRAP) (turc: Devrimci Halk Kurtuluş Partisi/Cephesi, DHKP/C) és una organització marxista-leninista de Turquia. És considerada com a organització terrorista per Estats Units, el Regne Unit i la Unió Europea.
Fou creat el 1978 per Dursun Karataş com a Esquerra Revolucionària (turc: Devrimci Sol o Dev Sol), una escissió de Via Revolucionària (Devrimci Yol), alhora escindit del Partit d'Alliberament dels Pobles de Turquia-Front (THKP-C), alhora escissió de la Federació de la Joventut Revolucionària (més conegut en turc com a Dev Genç). El 1994 Dev Sol es va dividir en dues faccions: el grup principal, dirigit per Dursun Karatas es va canviar de nom a P/FRAP, mentre que Bedri Yagan creà un nou P/FRAP (no ha de ser confós amb l'original).
El grup exposà una ideologia marxista-leninista i una posició anti-Estats Units d'Amèrica i anti-OTAN. Considerava que el govern turc era sota l'imperialisme occidental i calia destruir-ne el control per mitjans violents.
Finança llurs activitats mitjançant donacions i extorsions arreu de Turquia i d'Europa. D'antuvi fou designada com a organització terrorista l'octubre de 1997 pel Departament d'Estat dels Estats Units i encara ho estava el 2005. Segons algunes fonts, l'organització probablement tenia una dotzena de membres operatius a Turquia, i una bona xarxa de suport arreu d'Europa.
Els seus principals aliats són Solidaritat Internacional (Solidarieta Internazionale, Itàlia) i el Front Popular per l'Alliberament de Palestina (FPAP).

## Activitats
El 1980, Dev Sol va reivindicar la responsabilitat de diversos assassinats, inclosos els de Gün Sazak el 27 de maig, i Nihat Erim el 19 de juliol. Des de finals dels 1980, el grup té com a objectiu primàriament els membres en actiu o retirats de les forces de seguretat turques. Inicià una nova campanya contra interessos estrangers el 1990, incloent atacs contra militars i diplomàtics dels EUA.
Per protestar per l'actitud de l'imperialisme dels EUA en la Guerra del Golf, el DHKP/C assassinà dos militars nord-americans, va ferir un oficial de les forces aèries i va posar bombes a més de 20 objectius militars, comercials i culturals dels EUA i de l'OTAN.
La primera acció armada significativa del P/FRAP es produí el 9 de gener de 1996, quan assassinà Özdemir Sabancı, prominent home de negocis turc, i dos més: el seu soci Haluk Görgün i la secretària Nilgün Hasefe. El P/FRAP va reivindicar l'acte. Un dels assassins, İsmail Akkol, va ser capturat per la policia turca el febrer de 2016, mesos després de sortir d'un preson a Grecia.
El P/FRAP afegí atemptats suïcides a les operacions de 2001, amb nombrosos atacs contra la policia turca en gener i setembre d'aquell any.
Les operacions de represàlia a Turquia i altres indrets han afeblit el grup, tanmateix. El P/FRAP no va dur a terme accions armades destacades durant el 2003, tot i que el 20 de maig de 2003 a Ankara, en un restaurant, a la militant Sengul Akkurt li va explotar accidentalment el cinturó quan es preparava per a una acció.
El 24 de juliol de 2004, van dur a terme una nova explosió accidental en un bus a Istanbul, que matà el militant Semiran Polat i tres persones més, i va ferir 15 més.
L'1 de juliol de 2005, Eyup Beyaz del P/FRAP va morir a Ankara en un atemptat suïcida contra el Ministeri de Justícia de Turquia.
El febrer de 2006, la dona Fehriye Erdal fou condemnada a Bèlgica, però va escapar mentre estava sota arrest domiciliari i encara no ha estat trobada. Els membres de Grup Yorum han estat acusats de pel govern turc de pertinència al grup, cosa que ells han negat.